# Don Patterson
Don Patterson (22 de julio de 1936 - 10 de febrero de 1988) fue un organista de jazz estadounidense.

## Primeros años de vida
Tocó el piano desde la infancia y estuvo fuertemente influenciado por Erroll Garner en su juventud. En 1956, pasó al órgano después de escuchar a Jimmy Smith tocar el instrumento.

## Carrera
A principios de la década de 1960, comenzó a tocar regularmente con Sonny Stitt, y comenzó a publicar material como líder en Prestige Records a partir de 1964 (con Pat Martino y Billy James como acompañantes). Su álbum de mayor éxito comercial fue Holiday Soul de 1964, que alcanzó el puesto 85 en el Billboard 200 en 1967. 

## Vida personal
Los problemas de Patterson con la adicción a las drogas obstaculizaron su carrera en la década de 1970, durante la cual grabó ocasionalmente para Muse Records y vivió en Gary, Indiana.  En la década de 1980, se mudó a Filadelfia e hizo un pequeño regreso, pero su salud se deterioró a lo largo de la década y murió allí en 1988.

## Discografía

### Como líder
- Goin' Down Home (Cadet, 1963 [relanzado en 1966]) - con Paul Weeden, Billy James
- The Exciting New Organ de Don Patterson (Prestige, 1964) - con Booker Ervin
- Hip Cake Walk (Prestige, 1964) - con Booker Ervin
- Patterson's People (Prestige, 1964) - con Sonny Stitt, Booker Ervin
- Holiday Soul (Prestige, 1964) - con Pat Martino
- Satisfaction! (Prestige, 1965) - con Jerry Byrd
- The Boss Men (Prestige, 1965) - con Sonny Stitt, Billy James
- Soul Happening! (Prestige, 1966) - con Vinnie Corrao, Billy James
- Mellow Soul (Prestige, 1967) - con David "Fathead" Newman
- Four Dimensions (Prestige, 1967) - con Houston Person, Pat Martino, Billy James
- Boppin' &amp; Burnin' (Prestige, 1968) - con Howard McGhee, Charles McPherson, Pat Martino
- Opus De Don (Prestige, 1968) - con Blue Mitchell, Junior Cook, Pat Martino, Billy James
- Funk You! (Prestige, 1968) - con Sonny Stitt, Charles McPherson, Pat Martino, Billy James
- Oh Happy Day (Prestige, 1969) - con Virgil Jones, Houston Person, George Coleman, Pat Martino
- Brothers-4 (Prestige, 1969) - con Sonny Stitt, Grant Green, Billy James
- Donny Brook (Prestige, 1969) - con Sonny Stitt, Grant Green, Billy James
- Tune Up! (Prestige, 1964 y 1969 [relanzado en 1971])
- The Return de Don Patterson (Muse MR-5005, 1972 [relanzado en 1974]) - con Eddie Daniels [nota: relanzado en CD en 1991 como The Genius Of The B-3]
- These Are Soulful Days (Muse MR-5032, 1973 [relanzado en 1974]) - con Jimmy Heath, Pat Martino, Albert Heath [nota: relanzado en CD en 1998 como Steady Comin' At 'Ya]
- Movin' Up! (Muse MR-5121, 1977) - con Richie Cole, Vic Juris, Billy James
- Why Not... (Muse MR-5148, 1978) - con Virgil Jones, Bootsie Barnes, Eddie McFadden, Idris Muhammad

### Compilaciones de LP/CD
- The Best Of Don Patterson (Prestige 7704, 1969)
- The Best Of Don Patterson & The Jazz Giants (Prestige 7772, 1969)
- Sonny Stitt/Booker Ervin/Don Patterson – Soul People (Prestige, 1993) (compilación de Soul People + 2 pistas de Tune Up!, y 1 pista previously unissued de the Soul Happening! sessions)
- Dem New York Dues (Prestige, 1995) (compilación de Opus De Don + Oh Happy Day)
- Legends Of Acid Jazz: Don Patterson/Booker Ervin (Prestige, 1996) (compilación de The Exciting New Organ Of Don Patterson + 1 pista de Hip Cake Walk, y 1 pista de Patterson's People)
- Legends Of Acid Jazz: Sonny Stitt/Don Patterson, Vol. 2 (Prestige, 1999) (compilación de Funk You! + Soul Electricity!)
- Legends Of Acid Jazz: Sonny Stitt (con Don Patterson) – Low Flame (Prestige, 1999) (compilación de Low Flame + Shangri-La)
- Legends Of Acid Jazz: Don Patterson/Booker Ervin/Houston Person – Just Friends (Prestige, 1999) (compilación de Four Dimensions, Hip Cake Walk [4 pistas], Patterson's People [2 pistas] + 1 pista de Tune Up!)
- The Boss Men (Prestige, 2001) (compilación de Night Crawler, The Boss Men + 2 pistas de Patterson's People)
- Brothers 4 (Prestige, 2001) (compilación de Brothers-4, Donny Brook + 1 pista de Tune Up!)

### Como acompañante
Con Eddie "Lockjaw" Davis
- I Only Have Eyes for You (Prestige, 1962)
- Trackin' (Prestige, 1962)

Con Eric Kloss
- Introducing Eric Kloss (Prestige, 1965)
- Love and All That Jazz (Prestige, 1966)

Con Juan Simon
- Legacy (Muse, 1986 [relanzado en 1996])

Con Sonny Stitt
- Boss Tenors in Orbit! (Verve, 1962) - con Gene Ammons
- Feelin's... (Roost, 1962)
- Low Flame (Jazzland, 1962)
- Shangri-La (Prestige, 1964)
- Soul People (Prestige, 1964)
- Night Crawler (Prestige, 1965)
- Deuces Wild (Atlantic, 1966)
- Parallel-a-Stitt: Sonny Stitt On The Varitone (Roulette, 1967)
- Made for Each Other (Delmark, 1968 [relanzado en 1972])
- Soul Electricity! (Prestige, 1968) - con Billy Butler
- It's Magic (Delmark, 1969 [relanzado en 2005])
- Just The Way It Was (Live At The Left Bank) (Label M, 1971 [relanzado en 2000])
- Black Vibrations (Prestige, 1971) - con Melvin Sparks